# Szlovén férfi kézilabda-válogatott
A szlovén férfi kézilabda-válogatott Szlovénia nemzeti csapata, melyet a Szlovén Kézilabda-szövetség (Slovénül:Rokometna zveza Slovenije) irányít.

## Eredmények nemzetközi tornákon
A szlovén-válogatott legnagyobb sikere egy ezüstérem, amit a hazai környezetben megrendezett 2004-es Európa-bajnokságon szerzett.

## Érmek
Európa-bajnokság
- : 2004

Világbajnokság
- : 2017

## Szövetségi kapitányok
- Veselin Vujović (2015–2019)
- Ljubomir Vranjes (2019–2022)
- Uroš Zorman (2022–)

## Külső hivatkozások
- A szlovén Kézilabda-szövetség honlapja